# Reconquista (municipio)
Reconquista è una città dell'Argentina, situata nella provincia di Santa Fe. È il capoluogo del dipartimento di General Obligado della suddetta provincia. Forma con la vicina città di Avellaneda un unico agglomerato urbano.

## Geografia
Reconquista è situata sulla sponda destra del torrente El Rey, a 324 km a nord dal capoluogo provinciale Santa Fe. Il corso d'acqua, affluente in destra orografica del Paraná, divide la cittadina dalla vicina Avellaneda.

## Storia
L'area occupata dall'odierna Reconquista era abitata da popolazioni autoctone abiponi. A causa delle difficili condizioni climatiche e dell'ostilità degli indigeni, la penetrazione coloniale spagnola nella vasta regione del Chaco era stata pressoché nulla. Il 5 giugno 1747 gli spagnoli, i gesuiti e alcuni capi abiponi firmarono un accordo di pace. In seguito a questo accordo il 1º ottobre successivo fu fondata sulle rive del torrente El Rey una riduzione gesuita chiamata San Jerónimo. L'esistenza della comunità continuò per oltre settant'anni nonostante l'espulsione dei gesuiti nel 1767 e le tensioni tra gli abiponi e le altre popolazioni indigene insediate nelle riduzioni vicine. Nel 1818 la riduzione fu definitivamente distrutta da un attacco dei toba.
All'inizio degli anni '70 del XIX secolo, con la fine della guerra del Paraguay ed il consolidamento dello stato nazionale, l'esercito argentino riprese la sua espansione verso il nord della provincia di Santa Fe ed il Chaco. Reconquista fu fondata il 27 aprile 1872 su iniziativa del colonnello Manuel Obligado. Il 25 giugno dello stesso anno l'insediamento fu attaccato da un raid di nativi. L'atto di fondazione fu ratificato dal governatore di Sante Fe Simón de Iriondo il 22 novembre 1872. Negli anni immediatamente successivi, grazie ad una normalizzazione dei rapporti con gli indigeni, Reconquista si trasformò lentamente da riduzione militare a villaggio agricolo. In aggiunta, con l'arrivo di centinaia di famiglie d'immigrati italiani e spagnoli, favorito dall'apertura del porto fluviale nel 1884 della ferrovia per Santa Fe sei anni dopo, non fece altro che aumentare ulteriormente la popolazione.
Nei primi decenni del '900 l'economia locale passò prettamente agricola ad agro-industriale. Il 10 ottobre 1921 ottenne lo status di città.

## Monumenti e luoghi d'interesse
- Cattedrale dell'Immacolata Concezione

## Società

### Religione
La città è sede della diocesi di Reconquista, istituita l'11 febbraio 1957 e suffraganea dell'arcidiocesi di Santa Fe de la Vera Cruz.

## Cultura

### Istruzione

#### Musei
- Museo Storico della città di Reconquista
- Museo Municipale d'Arte "Julio Pagano"
- Museo Municipale d'Archeologia

## Infrastrutture e trasporti

### Strade
Reconquista è situata all'intersezione tra la strada nazionale 11 e la provinciale 1.

### Porti
Lo scalo portuale cittadino è Puerto Reconquista, posto a 12 km a sud-est dal centro. Situato sulla sponda sinistra del Paraná, la località è unita alla cittadina correntina di Goya, sulla riva opposta fiume, da regolari collegamenti fluviali. 

### Aeroporti
A 7 km a sud della città si trova l'aeroporto Tenente Daniel Jukic, sede della III Brigata Aerea della Fuerza Aérea Argentina.

## Amministrazione

### Gemellaggi
- Albacete